# موريلو فيشر
موريلو فيشر (بالبرتغالية: Murilo Antonio Fischer) مواليد 16 يونيو 1979 في البرازيل، سانتا كاتارينا، هو دراج برازيلي في صنف سباق الدراجات على الطريق. شارك في دورة الألعاب الأولمبية الصيفية.

## سباقات أو مراحل فاز بها
| التاريخ        | السباق                                                 | المركز                  |
| -------------- | ------------------------------------------------------ | ----------------------- |
| 09 يوليو 2000  | Prova Ciclistica 9 de Julio 2000                       |                         |
| 07 يناير 2001  | 2001 Copa América de Ciclismo                          |                         |
| 06 يوليو 2003  | 2003 B World Road Cycling Championships Men RR         |                         |
| 25 يناير 2004  | داون أندر 2004                                         | السادس في التصنيف العام |
| 01 يناير 2005  | 2005 Trofeo Città di Castelfidardo                     |                         |
| 01 يناير 2005  | طواف أوروبا للدراجات 2005                              |                         |
| 06 أغسطس 2005  | 2005 Giro del Lazio                                    |                         |
| 18 أغسطس 2005  | كوبا بيرنوشي 2005                                      |                         |
| 09 أكتوبر 2005 | 2005 Gran Premio Bruno Beghelli                        |                         |
| 13 أكتوبر 2005 | غران بيمونتي 2005                                      |                         |
| 01 يناير 2007  | تروفيو كالفيا 2007                                     |                         |
| 28 يونيو 2009  | 2009 Brazil National Road Cycling Championships Men RR |                         |
| 06 سبتمبر 2009 | 2009 Giro della Romagna                                |                         |
| 27 يونيو 2010  | 2010 Brazil National Road Cycling Championships Men RR |                         |
| 10 فبراير 2011 | 2011 Trofeo Magaluf-Palmanova                          |                         |
| 26 يونيو 2011  | 2011 Brazil National Road Cycling Championships Men RR |                         |

## روابط خارجية
- موريلو فيشر على موقع الاتحاد الدولي للدراجات (الإنجليزية)
- موريلو فيشر على موقع أرشيف الدراجات (الإنجليزية)
- موريلو فيشر على موقع إحصائيات الدراجات الإحترافية (الإنجليزية)
- موريلو فيشر على موقع نسبة الدراجات (الإنجليزية)
- موريلو فيشر على موقع CycleBase (الإنجليزية)
- موريلو فيشر على موقع أوليمبيديا (الإنجليزية)
- موريلو فيشر على موقع اللجنة الأولمبية البرازيلية (البرتغالية)